# Meselech Melkamu
Meselech Melkamu Haileyesus (amharsko መሰለች መልካሙ), etiopska atletinja, * 23. januar 1985, Woliso, Etiopija.
Nastopila je na poletnih olimpijskih igrah leta 2008 in dosegla osmo mesto v teku na 5000 m. Na svetovnih prvenstvih je v teku na 10000 m osvojila srebrno medaljo leta 2009, na svetovnih dvoranskih prvenstvih srebrno medaljo v teku na 3000 m leta 2008, na afriških prvenstvih pa naslov prvakinje v teku na 5000 m leta 2008 in podprvakinje v teku na 10000 m leta 2010. Leta 2016 je osvojila Amsterdamski maraton in Hamburški maraton.